# Diamesa kasymovi
Diamesa kasymovi är en tvåvingeart som beskrevs av Kownacki 1973. Diamesa kasymovi ingår i släktet Diamesa och familjen fjädermyggor. Inga underarter finns listade i Catalogue of Life.